# Robert Ochs
Robert Josef Ochs, auch Bob Ochs SJ (* 22. Januar 1930 in Wichita, Kansas; † 4. Mai 2018 im Colombiere Center in Clarkston, Michigan), war ein US-amerikanischer römisch-katholischer Theologe und Professor für katholische Theologie, der sich auch mit der modernen Fassung des Enneagramms der Persönlichkeitstypen, der Arica School, befasste und es weitergab.

## Leben
Ochs besuchte das erste Jahr die Highschool in Sioux City, Kansas, bevor er nach Chicago zog und die Highschool 1947 an der Loyola Academy abschloss. Er erwarb 1951 einen Bachelor of Science in Mathematik an der Loyola University Chicago, anschließend studierte an der Université catholique de Louvain in Belgien, bevor er am 15. September 1952 der Gesellschaft Jesu in Milford, Ohio, beitrat. Ochs wurde am 26. Juli 1961 in Innsbruck zum Priester geweiht und legte am 22. April 1972 in der Augustana Church in Chicago seine ewigen Gelübde ab. In der Gesellschaft Jesu erwarb Ochs 1958 einen Magister in Philosophie am West Baden College in West Baden Springs, Indiana und im Jahre 1962 ein Lizenziat in Katholischer Theologie am Jesuitenkolleg in Innsbruck (Canisianum). Nach einem Jahr Studium an der University of Chicago und einem Jahr an der Sorbonne in Paris wurde Ochs 1969 zum Ph.D. in Theologie vom Institut Catholique de Paris promoviert. Ochs unterrichtete sodann Mathematik und Französisch an der Jesuit High School der University of Detroit. Nach Abschluss seines Doktoratsstudiums war er zwei Jahre lang, von 1970 bis 1972, Professor für Theologie an der Jesuit School of Theology in Chicago, bevor er ein Jahr lang seine spirituellen Einsichten bei den „Seekers after Truth“ (SAT-Gruppe) in Berkeley von 1972 bis 1973 vertiefte.
Es folgten weitere Studien in der Theologie, von 1973 bis 1976, in der er zum außerordentlichen Professor für Theologie an der Jesuit School of Theology in Berkeley ernannt wurde. Diese Aufgabe hatte er von 1976 bis 1981 inne. Ochs verlegte im Dezember 2017 seinen Lebensmittelpunkt in das Colombiere Center, um sich dort um seine gesundheitlichen Belange zu kümmern.
Pater Ochs studierte das Enneagrammsystem der Persönlichkeit von Óscar Ichazo und Claudio Naranjo und trug maßgeblich dazu bei, dieses spirituelles System den Katholiken in den USA näherzubringen. Weitere christliche Adepten, die sich mit Enneagramm-System in jener Zeit auseinandersetzen, waren etwa der Franziskanerpater Richard Rohr und der evangelische Pfarrer Andreas Ebert. Ab dem Jahre 1972 lehrte Ochs eine von ihm in die jesuitische Theologie adaptierte Version des Enneagramms zur spirituellen Begleitung von Ordensleuten an der Loyola-Universität. Bis zum Jahr 1984 konnten in allen Unterweisungen und Kursen, zum Teil unter Schweigepflicht, lediglich interne Handouts und Skripts verwendet werden.

## Werke (Auswahl)
- The Death in Every Now. Sheed and Ward, London 1969.
- God is More Present than You Think: Experiments for Closing the Gap in Prayer. Paulist Press, Paramus 1970.